# César Guillaume de La Luzerne
César Guillaume de La Luzerne (Paris, 17 de julho de 1738 - Paris, 21 de junho de 1821) foi um cardeal do século XIX

## Biografia
Nasceu em Paris em 17 de julho de 1738.
Estudou no Seminário Saint-Magloire, Paris; e no Colégio de Navarra (licenciado em teologia, 1762).
Ordenado em 27 de março de 1762. Cônego honorário do capítulo da catedral de Paris, 1754. Abade de Mortemer, 1756-1782. Vigário geral da diocese de Narbonne, 1763-1770. Agente geral dos negócios do clero da província de Viena na Assembleia do Clero, 1765-1770. Ele obteve a promoção ao episcopado por influência da família de Lamoignon e foi nomeado pelo rei da França para a sé de Langres em 24 de junho de 1770.
Eleito bispo de Langres, 10 de setembro de 1770. Consagrado, 30 de setembro de 1770, igreja da Visitação, Paris, por Christophe de Beaumont du Repaire, arcebispo de Paris (os co-consagradores não são conhecidos). Duque e par do reino francês. Abade de Bourgueil, 1782. Participa na Assembleia dos Notáveis , 1787; na última Assembleia do Clero, 1788; e nos Estados Gerais , 1789. Quando ele falhou em seu esforço para manter a Constituinte com moderação, retirou-se dos Estados Gerais. Recusou-se a aceitar a Constituição Civil do Clero, de 1791, e exilou-se na Suíça, na Áustria e, finalmente, em Veneza, onde ofereceu generosa hospitalidade aos exilados franceses e dedicou-se a escrever extensamente. Em 31 de outubro de 1801, ele se recusou a renunciar à sua sé, conforme determinado pela Concordata de 1801 entre a França e a Santa Sé, mas a sé foi suprimida em 29 de novembro de 1801. Em 1814, sob a Restauração da monarquia francesa, ele voltou para a França. Ele permaneceu em Paris durante o retorno de Napoleão Bonaparte ao poder durante os Cem Dias, de 20 de março a 8 de julho de 1815, quando o rei Luís XVIII foi restaurado pela segunda vez.
Criado cardeal sacerdote no consistório de 28 de julho de 1817; nunca foi a Roma para receber o chapéu vermelho e o título. A diocese de Langres foi restabelecida em 27 de julho de 1817 e ele foi nomeado bispo novamente em 1º de outubro de 1817, mas a promoção não teve efeito. Nomeado ministro de Estado em 1817. Foi um representante tardio do antigo galicanismo.
Morreu em Paris em 21 de junho de 1821, Paris. Exposto e enterrado na igreja dos Carmes em Vaugirard Street, Paris.